# Championnats d'Afrique d'haltérophilie 2008
Navigation
Édition précédente Édition suivante
Les Championnats d'Afrique d'haltérophilie 2008 ont eu lieu à Strand en Afrique du Sud du 10 mai 2008 au 16 mai 2008.

## Résultats détaillés

### Hommes

#### - de 56 kg
| Épreuve     | Or                     | Or     | Argent                 | Argent | Bronze                 | Bronze |
| ----------- | ---------------------- | ------ | ---------------------- | ------ | ---------------------- | ------ |
| Arraché     | Emmanuel Akpan Nigeria | 106 kg | Nafaa Benami Algérie   | 97 kg  | Elhabib Lariki Algérie | 97 kg  |
| Épaulé-Jeté | Emmanuel Akpan Nigeria | 130 kg | Elhabib Lariki Algérie | 121 kg | David Matam Cameroun   | 121 kg |
| Total       | Emmanuel Akpan Nigeria | 236 kg | Elhabib Lariki Algérie | 218 kg | David Matam Cameroun   | 216 kg |

#### - de 62 kg
| Épreuve     | Or                       | Or     | Argent                   | Argent | Bronze                 | Bronze |
| ----------- | ------------------------ | ------ | ------------------------ | ------ | ---------------------- | ------ |
| Arraché     | Mohamed Abdelbaki Égypte | 130 kg | Simon Ngamba Cameroun    | 117 kg | Gbenga Olupona Nigeria | 115 kg |
| Épaulé-Jeté | Gbenga Olupona Nigeria   | 156 kg | Mohamed Abdelbaki Égypte | 156 kg | Selmi Mehrez Tunisie   | 147 kg |
| Total       | Mohamed Abdelbaki Égypte | 286 kg | Gbenga Olupona Nigeria   | 271 kg | Selmi Mehrez Tunisie   | 258 kg |

#### - de 69 kg
| Épreuve     | Or                   | Or     | Argent                 | Argent | Bronze                   | Bronze |
| ----------- | -------------------- | ------ | ---------------------- | ------ | ------------------------ | ------ |
| Arraché     | Youssef Sbai Tunisie | 143 kg | Tarek Abdelazim Égypte | 142 kg | Bernardin Matam Cameroun | 135 kg |
| Épaulé-Jeté | Youssef Sbai Tunisie | 171 kg | Yinka Ayenuwa Nigeria  | 170 kg | Bernardin Matam Cameroun | 165 kg |
| Total       | Youssef Sbai Tunisie | 314 kg | Tarek Abdelazim Égypte | 305 kg | Bernardin Matam Cameroun | 300 kg |

#### - de 77 kg
| Épreuve     | Or                             | Or     | Argent                         | Argent | Bronze                        | Bronze |
| ----------- | ------------------------------ | ------ | ------------------------------ | ------ | ----------------------------- | ------ |
| Arraché     | Felix Ekpo Nigeria             | 150 kg | El Haddad Mahmoud Fisal Égypte | 146 kg | Darryn Anthony Afrique du Sud | 143 kg |
| Épaulé-Jeté | El Haddad Mahmoud Fisal Égypte | 190 kg | Felix Ekpo Nigeria             | 185 kg | Nizar Sarhan Tunisie          | 172 kg |
| Total       | El Haddad Mahmoud Fisal Égypte | 336 kg | Felix Ekpo Nigeria             | 335 kg | Darryn Anthony Afrique du Sud | 315 kg |

#### - de 85 kg
| Épreuve     | Or                     | Or     | Argent                 | Argent | Bronze                                   | Bronze |
| ----------- | ---------------------- | ------ | ---------------------- | ------ | ---------------------------------------- | ------ |
| Arraché     | Mohamed Eshtiwi Libye  | 155 kg | Benedict Uloko Nigeria | 150 kg | Brice Vivien Batchaya Ketchanke Cameroun | 145 kg |
| Épaulé-Jeté | Benedict Uloko Nigeria | 191 kg | Mohamed Eshtiwi Libye  | 185 kg | Brice Vivien Batchaya Ketchanke Cameroun | 175 kg |
| Total       | Benedict Uloko Nigeria | 341 kg | Mohamed Eshtiwi Libye  | 340 kg | Brice Vivien Batchaya Ketchanke Cameroun | 320 kg |

#### - de 94 kg
| Épreuve     | Or                      | Or     | Argent                | Argent | Bronze                 | Bronze |
| ----------- | ----------------------- | ------ | --------------------- | ------ | ---------------------- | ------ |
| Arraché     | Mohamed El Nagar Égypte | 156 kg | Hamza Abukhalia Libye | 152 kg | Chukwuka Okoli Nigeria | 147 kg |
| Épaulé-Jeté | Mohamed El Nagar Égypte | 190 kg | Hamza Abukhalia Libye | 190 kg | Chukwuka Okoli Nigeria | 185 kg |
| Total       | Mohamed El Nagar Égypte | 346 kg | Hamza Abukhalia Libye | 342 kg | Chukwuka Okoli Nigeria | 332 kg |

#### - de 105 kg
| Épreuve     | Or                    | Or     | Argent                     | Argent | Bronze                | Bronze |
| ----------- | --------------------- | ------ | -------------------------- | ------ | --------------------- | ------ |
| Arraché     | Hannachi Moez Tunisie | 173 kg | Abdelhamid Mimoune Algérie | 142 kg | Sami El Kadri Tunisie | 141 kg |
| Épaulé-Jeté | Hannachi Moez Tunisie | 185 kg | Abdelhamid Mimoune Algérie | 170 kg | Sami El Kadri Tunisie | 165 kg |
| Total       | Hannachi Moez Tunisie | 358 kg | Abdelhamid Mimoune Algérie | 312 kg | Sami El Kadri Tunisie | 306 kg |

#### + 105 kg
| Épreuve     | Or                     | Or     | Argent                  | Argent | Bronze                          | Bronze |
| ----------- | ---------------------- | ------ | ----------------------- | ------ | ------------------------------- | ------ |
| Arraché     | Mohamed Massoud Égypte | 182 kg | Danny Kemadjou Cameroun | 150 kg | Frédéric Fokejou Tefot Cameroun | 140 kg |
| Épaulé-Jeté | Mohamed Massoud Égypte | 230 kg | Danny Kemadjou Cameroun | 180 kg | Frédéric Fokejou Tefot Cameroun | 175 kg |
| Total       | Mohamed Massoud Égypte | 412 kg | Danny Kemadjou Cameroun | 330 kg | Frédéric Fokejou Tefot Cameroun | 315 kg |

### Femmes

#### - de 48 kg
| Épreuve     | Or                       | Or     | Argent               | Argent | Bronze                      | Bronze |
| ----------- | ------------------------ | ------ | -------------------- | ------ | --------------------------- | ------ |
| Arraché     | Onyeka Azike Nigeria     | 68 kg  | Enja Sayed Égypte    | 67 kg  | Chinenye Fidelis Nigeria    | 66 kg  |
| Épaulé-Jeté | Chinenye Fidelis Nigeria | 95 kg  | Onyeka Azike Nigeria | 90 kg  | Portia Vries Afrique du Sud | 90 kg  |
| Total       | Chinenye Fidelis Nigeria | 161 kg | Onyeka Azike Nigeria | 158 kg | Portia Vries Afrique du Sud | 153 kg |

#### - de 53 kg
| Épreuve     | Or                     | Or     | Argent                   | Argent | Bronze              | Bronze |
| ----------- | ---------------------- | ------ | ------------------------ | ------ | ------------------- | ------ |
| Arraché     | Patience Lawal Nigeria | 83 kg  | Soumaya Fatnassi Tunisie | 78 kg  | Aaya Hamed Égypte   | 75 kg  |
| Épaulé-Jeté | Patience Lawal Nigeria | 105 kg | Soumaya Fatnassi Tunisie | 96 kg  | Safia Kouri Algérie | 86 kg  |
| Total       | Patience Lawal Nigeria | 188 kg | Soumaya Fatnassi Tunisie | 174 kg | Aaya Hamed Égypte   | 160 kg |

#### - de 58 kg
| Épreuve     | Or                    | Or     | Argent               | Argent | Bronze              | Bronze |
| ----------- | --------------------- | ------ | -------------------- | ------ | ------------------- | ------ |
| Arraché     | Margaret Uwah Nigeria | 93 kg  | Nourhene May Tunisie | 82 kg  | Nadia Hosni Tunisie | 80 kg  |
| Épaulé-Jeté | Margaret Uwah Nigeria | 117 kg | Nadia Hosni Tunisie  | 105 kg | Ranya Hassan Égypte | 101 kg |
| Total       | Margaret Uwah Nigeria | 210 kg | Nadia Hosni Tunisie  | 185 kg | Ranya Hassan Égypte | 180 kg |

#### - de 63 kg
| Épreuve     | Or                      | Or     | Argent                  | Argent | Bronze                             | Bronze |
| ----------- | ----------------------- | ------ | ----------------------- | ------ | ---------------------------------- | ------ |
| Arraché     | Hanene Ourfelli Tunisie | 92 kg  | Leila Lassouani Algérie | 90 kg  | Hélène Laure Miyenga Cameroun      | 80 kg  |
| Épaulé-Jeté | Leila Lassouani Algérie | 115 kg | Hanene Ourfelli Tunisie | 109 kg | Hortense Nguidjol Essesse Cameroun | 105 kg |
| Total       | Leila Lassouani Algérie | 205 kg | Hanene Ourfelli Tunisie | 201 kg | Hélène Laure Miyenga Cameroun      | 180 kg |

#### - de 69 kg
| Épreuve     | Or                             | Or     | Argent                         | Argent | Bronze                         | Bronze |
| ----------- | ------------------------------ | ------ | ------------------------------ | ------ | ------------------------------ | ------ |
| Arraché     | Khalil Abir Abdelrahman Égypte | 97 kg  | Agatha Egbudike Nigeria        | 96 kg  | Janet Thelermont Seychelles    | 94 kg  |
| Épaulé-Jeté | Khalil Abir Abdelrahman Égypte | 128 kg | Gaëlle Nayo-Ketchanke Cameroun | 115 kg | Agatha Egbudike Nigeria        | 110 kg |
| Total       | Khalil Abir Abdelrahman Égypte | 225 kg | Agatha Egbudike Nigeria        | 206 kg | Gaëlle Nayo-Ketchanke Cameroun | 200 kg |

#### - de 75 kg
| Épreuve     | Or                    | Or     | Argent                          | Argent | Bronze                          | Bronze |
| ----------- | --------------------- | ------ | ------------------------------- | ------ | ------------------------------- | ------ |
| Arraché     | Hadiza Zakari Nigeria | 105 kg | Mariem Smati Tunisie            | 92 kg  | Babalwa Ndleleni Afrique du Sud | 83 kg  |
| Épaulé-Jeté | Hadiza Zakari Nigeria | 130 kg | Babalwa Ndleleni Afrique du Sud | 120 kg | Mariem Smati Tunisie            | 115 kg |
| Total       | Hadiza Zakari Nigeria | 235 kg | Mariem Smati Tunisie            | 207 kg | Babalwa Ndleleni Afrique du Sud | 203 kg |

#### + 75 kg
| Épreuve     | Or                   | Or     | Argent                | Argent | Bronze                       | Bronze |
| ----------- | -------------------- | ------ | --------------------- | ------ | ---------------------------- | ------ |
| Arraché     | Maryam Usman Nigeria | 115 kg | Sally El Sayed Égypte | 101 kg | Afaf Ibrahiem Mohamed Égypte | 90 kg  |
| Épaulé-Jeté | Maryam Usman Nigeria | 150 kg | Sally El Sayed Égypte | 126 kg | Afaf Ibrahiem Mohamed Égypte | 115 kg |
| Total       | Maryam Usman Nigeria | 265 kg | Sally El Sayed Égypte | 227 kg | Afaf Ibrahiem Mohamed Égypte | 205 kg |